# Rothschild Frères
Rothschild Frères war bis 1982 die Bank des französischen Zweiges der Familie Rothschild.

## Hintergrund
Die Bank wurde 1817 in Paris von James de Rothschild, dem jüngsten der fünf Söhne von Mayer Amschel Rothschild, unter dem Namen MM de Rothschild Frères gegründet. Die Pariser Bank war dabei mit den übrigen Rothschild-Brüdern über Partnerschaftsverträge verbunden. Nach dem Tode von James de Rothschild 1868 übernahm sein Sohn Alphonse de Rothschild (1827–1905) die Leitung der Bank, darin gefolgt wiederum vom Enkel Édouard de Rothschild (1868–1949) und vom Urenkel Guy de Rothschild (1909–2007). 
War die Bank zunächst überwiegend eine Handelsfirma, so wurde sie am Ende des 19. Jahrhunderts zu einem eigentlichen Finanzinstitut mit zahlreichen Beteiligungen (Eisenbahnen, u. a. Compagnie des chemins de fer du Nord und Chemin de fer de Liège à Maestricht et ses extensions; Metallwerke; Ölindustrie). Die Bank erhielt 1967 den Namen Banque Rothschild. Am 11. Februar 1982 wurde sie unter der sozialistischen Regierung von Ministerpräsident Pierre Mauroy und Präsident François Mitterrand verstaatlicht und erhielt den Namen Compagnie européenne de Banque. Diese wurde an die Bank Crédit commercial de France verkauft und dann nach einem weiteren Verkauf an Barclays 1991 aufgelöst.
Mitglieder der französischen Familie Rothschild unter David de Rothschild (Sohn von Guy de Rothschild) gründeten 1983 die neue Bank Rothschild & Cie Banque (RCB), die später auch N M Rothschild & Sons, die Bank Rothschild des englischen Familienzweiges, erwarb. Seit 2008 ist die Rothschild & Co (bis 2015 unter dem Namen Paris Orleans) die Holding für das Bankgeschäft von Rothschild (sie enthält aber nicht die unabhängige Genfer Banque Privée Edmond de Rothschild, die von einem französisch-schweizerischen Zweig der Familie gehalten wird).